# PLAGL1
PLAGL1‏ (PLAG1 like zinc finger 1) هوَ بروتين يُشَفر بواسطة جين PLAGL1 في الإنسان.

## الوظيفة
يشفر هذا الجين بروتين إصبع الزنك C2H2 مع نشاط تنشيطي وربط الحمض النووي. وقد ثبت أن هذا الجين يُظهر أنشطة مضادة للانتشار وهو مرشح ليكون جين كابت للورم. وقد عُثر على العديد من المتغيرات المنسوخة التي تشفر شكلين مختلفين لهذا الجين.

## التفاعل
لقد ثبت أن PLAGL1 يتفاعل مع بي 53.